# Moritz Wallach
Moritz Wallach (* 5. Juli 1879 in Geseke; † 24. April 1963 in Lime Rock (Connecticut)) war ein deutscher Kaufmann und Textil-Einzelhändler jüdischer Herkunft. Er war Inhaber des Trachtengeschäfts Wallach, ein früher in München sehr bedeutsames Trachtengeschäft. Er wurde von den Nationalsozialisten zur Emigration in die Vereinigten Staaten gezwungen.

## Geschichte
Moritz Wallach stammte aus einer jüdischen Kaufmannsfamilie aus Bielefeld. Er war eines von zehn Kindern des Ehepaars Julie und Heinemann Wallach. Als sein Bruder Julius Wallach, ein begeisterter Bergsteiger und Trachtenfreund, nach München zog und dort im Jahr 1900 ein Volkstrachtengeschäft im Haus Lindwurmstraße 11 gründete, folgten ihm Moritz und der weitere Bruder Max (1875–1944) und unterstützten das Unternehmen, das rasch expandierte und auch den Hof, Künstlerinnen und Künstler sowie Intellektuelle mit Volkstrachten belieferte.
Zum 100-jährigen Jubiläum des Oktoberfests im Jahr 1910 kostümierten die Wallachs unentgeltlich den historischen Landestrachtenzug. Geehrt wurde Julius Wallach dafür mit dem Titel „Königlicher bayerischer Hoflieferant“. Im selben Jahr siedelte das Geschäft in größere Räume im Eckhaus Residenzstraße / Perusastraße um und Moritz Wallach wurde Geschäftsführer. 
Das Dirndlkleid, kurz vor 1900 als ursprünglich rein städtisches Modephänomen entstanden, wurde zum Massenphänomen nicht nur bei der Sommerfrische städtischer Eliten. Die Wallachs waren Mitglieder im Werkbund Wien und im Deutschen Werkbund und beschäftigten viele Kunsthandwerker. Sie ließen Stoffe in eigener Produktion färben und weben, so entwickelten sie einen eigenen, „wallachschen“ Stil. Blaudrucke und Hand-Mehrfarbdrucke des Hauses Wallach sind bis heute bei dem Unternehmen Fromholzer in Ruhmannsfelden erhältlich, mit dem Wallach lange eine Geschäftsbeziehung hatte.
1919 erwarben Moritz und Julius Wallach das ehemalige Palais Ludwigstraße 7 (alte Zählung, heute Ludwigstraße 6) und ließen es zum „Volkskunst-Haus“ umbauen. Sie wollten die umfangreiche auf Reisen erworbene Volkskunstsammlung mit Keramik-, Glas-, Metall- und Holzarbeiten, Sandsteinplastiken, Möbeln und Textilien präsentieren sowie ihre neuesten Waren ausstellen. Der Baedeker-Reiseführer empfahl den Besuch des musealen Handelshauses als neue Touristenattraktion. Der neue Verkaufszweig der Innenausstattung der Brüder Wallach erwies sich anfangs als äußerst lukrativ, jedoch machte sich die wirtschaftliche Rezession der 1920er-Jahre bemerkbar; 1926 wurde das Palais samt dem Großteil der Volkskunstsammlung versteigert. 

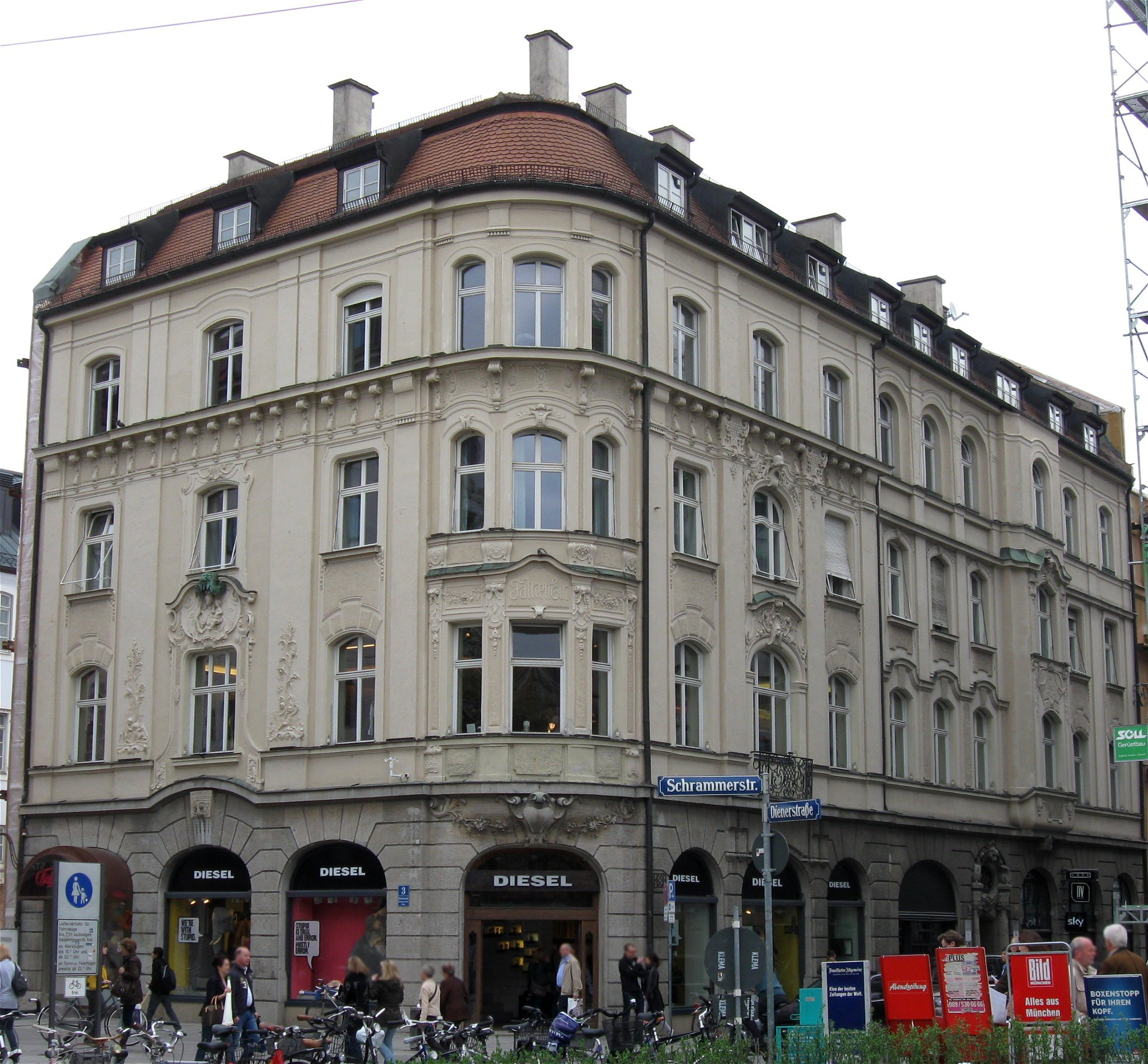
Das Geschäftshaus Ecke Residenzstraße und Hofgraben

Moritz Wallach errichtete in der Folge im Eckgebäude Residenzstraße 3 / Hofgrabenstraße sein neues „Haus für Volkskunst und Landestrachten“. Am weiteren Durchbruch des Dirndls war er ebenfalls wieder beteiligt. Seine Firma schneiderte 1930 die Bühnenkostüme für die Operette Im weißen Rößl, die ausgerechnet in Berlin zum großen Erfolg wurde und in der Folge das Dirndl europaweit zum modischen Renner machte. Die Dirndl der Wallachs orientierten sich dabei mehr an historischen Originalen als an den Modellen von Gertrud Pesendorfer. Die „Reichsbeauftragte für Trachtenarbeit“ während der NS-Zeit entwarf eine von ihr im nationalsozialistischen Sinne „erneuerte Tracht“. Juden wie den Wallachs wurde dagegen die Nutzung von Volkskultur verboten, „obwohl diese sie zum Teil besser dokumentierten als alle Volkskundler damals und nachher“.
1938 wurde das bekannte Geschäft der Wallachs zwangsweise „arisiert“. Die Nationalsozialisten zwangen Moritz Wallach dazu, den Laden weit unter Wert an den Parteigenossen und Kunsthändler Otto Witte zu verkaufen. Am 17. November 1938 drangen Gestapo-Beamte mit zwei Kunstsachverständigen in die Wohnung der Familie Wallach in der Mauerkircherstraße 13 ein, um dort „deutsches Kulturgut“ zu beschlagnahmen. Moritz Wallach und seine Ehefrau Meta gelangten Anfang 1939 an Bord der „Manhattan“ in die Vereinigten Staaten. Drei der vier Kinder von Moritz und Meta leben bereits in den Vereinigten Staaten, eine Tochter war 1938 nach Australien emigriert. Moritz Wallach begann erneut, ein Kunstgewerbeunternehmen aufzubauen.
Nach Kriegsende kehrte Moritz Wallach im Jahr 1948 zwecks Firmenrückerstattung nach München zurück. Im Mai 1949 erhielt die Familie Wallach ihr Geschäft in München wieder zurück. Max Sedlmayer führte das Geschäft für die Wallachs weiter, Moritz Wallach kehrte in die Vereinigten Staaten zurück und betrieb dort sein Handcraft Studio, kam aber regelmäßig nach Bayern. Er starb am 24. April 1963 in Lime Rock (Connecticut).